# Catalanesca bianca
Catalanesca bianca, auch Catalana oder Uva Catalana genannt, ist eine weiße Rebsorte aus dem vesuvianischen Gebiet des Monte Somma in Italien. Die spätreife Traube darf erst seit dem Jahr 2006 offiziell zu Wein weiterverarbeitet werden.

## Geschichte
Die Traube wurde Vermutungen zufolge um das Jahr 1450 aus Katalonien nach Italien importiert. Zwischen Somma Vesuviana und Terzgino fasste die Traube auf dem vulkanischen Boden sofort Wurzeln.
Die Catalanesca-Traube wurde daraufhin von den ansässigen Bauern zur Weinherstellung verwendet. Lediglich die überschüssigen Trauben wurden als Tafeltraube verwendet. Jahrzehntelang war die Catalanesca in den regionalen Registern Kampaniens nur als Tafeltraube eingetragen, sodass die offizielle Weinherstellung verboten war.
Seit dem Jahr 2006 darf die Traube offiziell zur Weinbereitung genutzt werden. Zunächst war sie lediglich als Zusatz zu anderen Weinen erlaubt. Seit 2008 wird die Traube auch für die Herstellung von sortenreinen Catalanesca Weißwein, Sekt und Passito (ital. für Likörweine) verwendet.

## Anbaugebiet
Die Traubensorte Catalanesca wird in der Gegend um Somma Vesuviana, Sant’Anastasia und Pollena Trocchia angebaut. Die spätreife Traubensorte wird zwischen der ersten Oktober- und der dritten Novemberdekade geerntet.

## Eigenschaften
Die Trauben haben eine durchschnittliche Größe und eine leicht längliche Form. Die Beeren haben eine dicke, grünliche Schale, welche im Reifeprozess goldgelb wird. Die Frucht selbst ist weiß und fleischig sowie reich an Traubenkernen.
Die Catalanesca-Traube weist einen hohen Zuckergehalt auf, wodurch sie für die Weinherstellung gut geeignet ist. Durch den süßen Geschmack wird sie aber auch gerne bei Tisch verzehrt. Die Eigenschaften der Traube haben im Jahr 2011 zur Anerkennung des Catalanesca del Monte Somma IGT (Indicazione Geografica Tipica, ist die Qualitätsstufe des italienischen Weins) auf europäischer Ebene geführt.

## Wein
Die Weinbereitung geschah auch vor der offiziellen Genehmigung im Jahr 2008 fast ausschließlich durch vesuvianische Bauern. Der Wein selbst hat eine glänzende, strohgelbe Farbe. Das Bukett erinnert an gelben Pfirsich und Mineralien des vulkanischen Bodens. Weiterhin verbindet man mit diesem säurebetonten Wein Aromen nach gelben Blüten, exotischen Früchten und Zitrusfrüchten. Er passt gut zu Speisen, mit einem frischen, aber dennoch trockenen Aroma. Dies sind z. B. Krustentiere und Kichererbsen, aber auch Büffelmozzarella oder neapolitanische Pizzen ohne Tomaten.